# La Celle-Saint-Avant
Pour les articles homonymes, voir La Celle.
La Celle-Saint-Avant est une commune française du département d'Indre-et-Loire, en région Centre-Val de Loire.

## Géographie
La commune appartient à l'arrondissement de Loches et au canton de Descartes. Elle est au sud du département d'Indre-et-Loire, sur les voies qui relient son chef-lieu Tours à Châtellerault dans le département de la Vienne. La commune, à 9 km au nord-ouest de Descartes, centre de perception, est au nord de la rivière Creuse, qui, à Port-de-Piles en face de La Celle Saint-Avant et en particulier du hameau riverain du Corps de Garde, s'approche de sa confluence avec la Vienne, au Bec-des-Eaux équipé d'un grand barrage.
Le territoire communal s'étend sur 17,8 km2. Le terroir rural entre 60 et 102 m d'altitude est constitué des belles terres plates de la vallée alluviale et des premières buttes boisées qui annoncent les bas-plateaux calcaires au sol pauvre à falun de Sainte-Maure-de-Touraine. Elle possède une zone industrielle.
La population est stable depuis quelques décennies. La commune comptait 1 033 habitants en 1978. Elle compte 1 080 Cellois et affiche une densité de 60,7 habitants par km2 en 2000.
| Maillé  |                                | Draché          |
| Nouâtre | La Celle-Saint-Avant           | Marcé-sur-Esves |
|         | La Creuse Port-de-Piles Vienne | Descartes       |

### Hydrographie

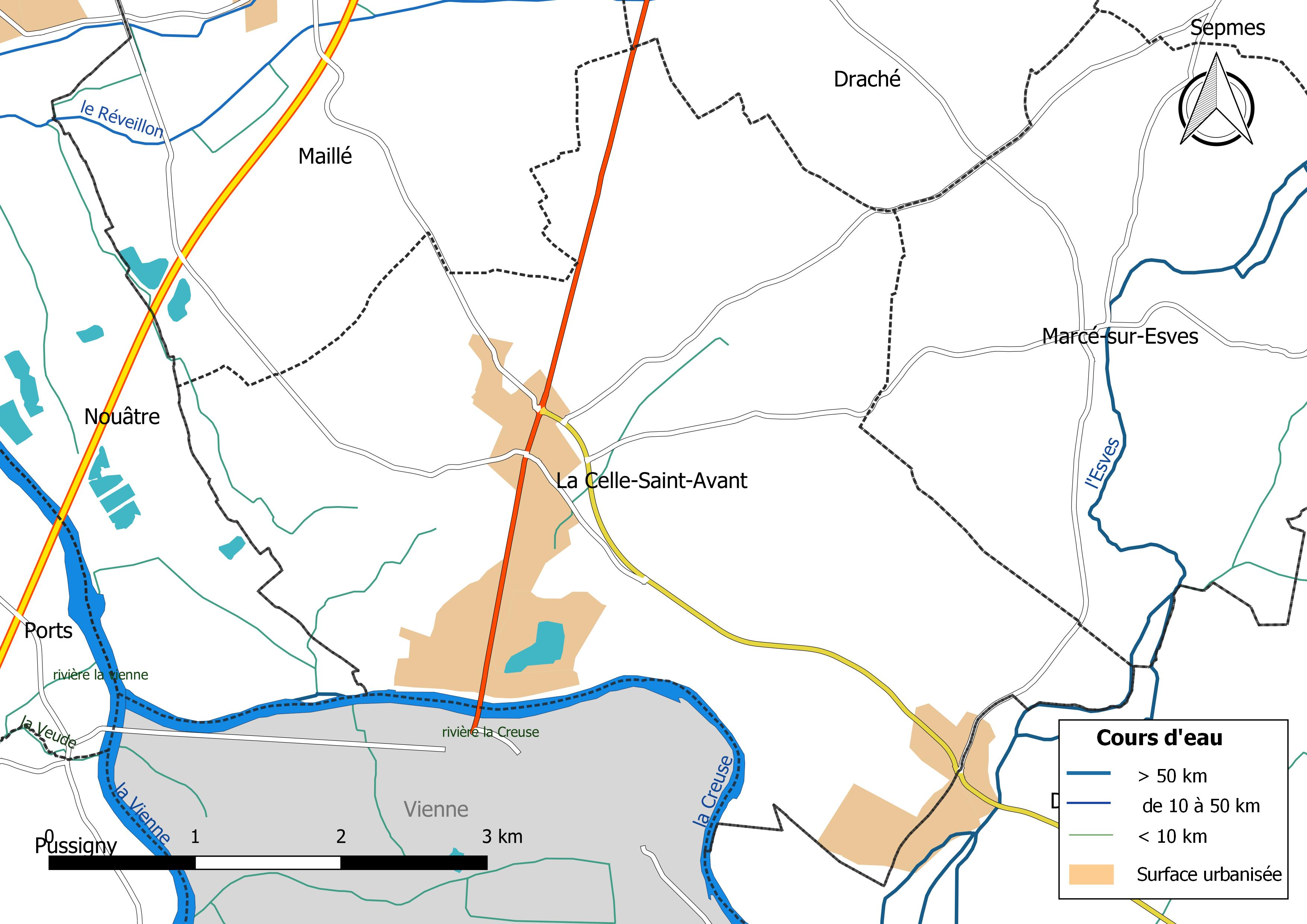
Réseau hydrographique de La Celle-Saint-Avant.

La commune est traversée par la Creuse (0,956 km), qui constitue sa limite territoriale sud. Le réseau hydrographique communal, d'une longueur totale de 6,5 km, comprend un autre cours d'eau notable, l'Esves (0,419 km), et trois petits cours d'eau pour certains temporaires,.
La Creuse, d'une longueur totale de 263,6 km, prend sa source à 816 m d'altitude sur le plateau de Millevaches, dans la Creuse  et se jette  dans la Vienne sur les territoires des communes de Port-de-Piles (Vienne), Ports et Nouâtre (Indre-et-Loire), après avoir traversé 80 communes. 
Sur le plan piscicole, la Creuse est classée en deuxième catégorie piscicole. Le groupe biologique dominant est constitué essentiellement de poissons blancs (cyprinidés) et de carnassiers (brochet, sandre et perche).
L'Esves, d'une longueur totale de 39,3 km, prend sa source à 135 m d'altitude à Betz-le-Château et se jette  dans la Creuse à Descartes, à 44 mètres d'altitude, après avoir traversé 12 communes. La petite section qui traverse la commune constitue une limite séparative sud-est du territoire communal. Sur le plan piscicole, l'Esves est également classée en deuxième catégorie piscicole.

### Géologie
Sur une coupe théorique nord-sud de part et d'autre du val de Creuse, par exemple Celle-Saint-Avant à Port-de-Pile, ou mieux sur une coupe est-ouest de la vallée plus échancrée de la Vienne, par exemple Celle-Saint-Avant à nord de Ports, le géologue retrouve, en partie masqués par les imposantes terrasses fluviales des périodes les plus récentes, les terrains caractéristiques de Touraine.
- D'abord la craie turonienne, blanche sur le rebord des vallées qui ont gardé leurs falaises comme sur les rives méridionales de la basse Creuse, notamment à Port-de-Piles l'ancienne petite ville portuaire poitevine. Les molles ondulations caractérisent tout le Richelais ou petit pays de Richelieu, ainsi que la vallée aux très faibles pentes de la Vienne.
- Les terres fortes argileuses, comportant les argiles à silex déposées à l'Eocène.
- Les cailloutis à chailles puis les calcaires d'eau douce, qui recouvrent les plateau de Champeigne entre Cher et Indre.
- Les terres à faluns, déposées par la mer des Faluns, au Miocène.

### Paysages anciens et modernes
La Celle-Saint-Avant appartient à des terres marginales à la fois aux confins de la Touraine et aux portes du Poitou. Mise à part l'enclave poitevine dans la basse vallée de la Creuse, les deux rives de la Creuse, et donc la rive méridionale de Buxeuil à Tournon-Saint-Martin ouvrant l'accès à la Brenne, ont appartenu à la Touraine. Les bonnes communes rurales d'Indre-et-Loire au sud d'une ligne de Loches à Sainte-Maure ont été longtemps les gardiennes discrètes des traditions tourangelles.

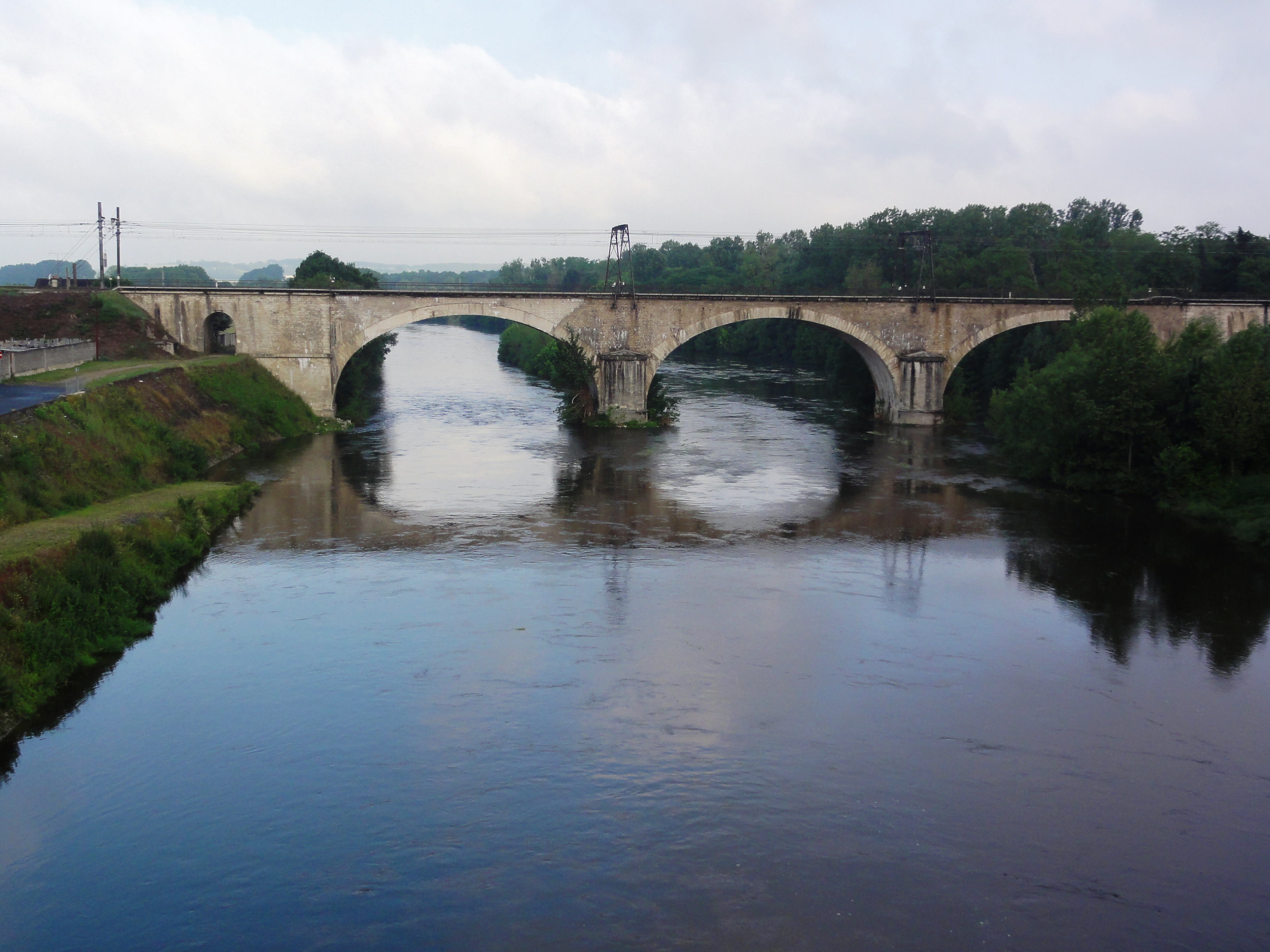
La Creuse entre Port-de-Piles et La Celle-Saint-Avant.

Le val de Creuse, caractérisé par ses peupliers d'Italie, est une terre agricole : blé, fourrages, autrefois choux et topinambours. La vallée de la Vienne a été, lorsque la batellerie et le flottage y étaient prospères, une terre de grande richesse, comme l'atteste le cartulaire de l'abbaye de Noyers.
Le bon pays des grandes comme des plus modestes vallées adjacentes, montrait en 1860 partout des fermes spacieuses, des granges à larges auvent et des logis à pignon couvert de tuiles plates. Terres de blé et surtout de froment, de fourrages artificiels à plusieurs coupes dans l'année, trèfle sur sols argileux, sainfoin sur sols crayeux, fermes aux gros élevages, bovins et porcs du Lochois, engraissant oies blanches et gélines noires, vendangeant les vignes des coteaux ou des aubuis formé de dépôts marno-calcaire et vinifiant un blanc sec, terres de pâturages, de prairies de fauche, de maraîchage et(ou) d'arboriculture fruitière dans les varennes ou vallons plats arrosés par les vèdes ou petits ruisseaux, mais aussi hautes terres d'élevage caprin aux abords des landes à bruyères sur les pauvres plateaux recouverts d'argiles à silex.
Les mutations entre les années 1830 et 1930 sont saisissantes. Les plateaux autrefois mal peuplés ont accru le terroir agricole, adapté sur les faluns ou terres à faluns légères, les bournais ou terres argileuses collantes, les perruches ou terres légères à silex ; les landas à la carapace siliceuse impropre aux cultures, porteuses de landes ou reboisé en chênaies. La perte démographique est souvent de l'ordre de 10 %, rarement 20 %.
Les grandes vallées ont par contre avec la fin des échanges nautiques et le développement du chemin de fer subi une vidange démographique de l'ordre de 35 %, parfois dépassant localement la moitié. Des communes ont été supprimées tel Noyers, centre prestigieux de l'abbaye homonyme, rattaché à Nouâtre.

### Transport
L'aménagement de la route départementale RD 910, ancienne nationale 10, s'impose aux élus pour des raisons quotidiennes de sécurité. Les années 2007-2008 ont été marquées par l'énorme projet de transport TGV sud-Europe atlantique, nommé LGV et imposé par l'État. La commune traversée par le tracé LGV a animé un tour de fronde vaine, assez généralisée entre Poitou et Touraine, contre cette nouvelle réalisation qui segmentera un peu plus l'espace local confiné entre les voies de passage et surtout coupera les exploitations agricoles.

### Climat
Pour des articles plus généraux, voir Climat du Centre-Val de Loire et Climat d'Indre-et-Loire.
En 2010, le climat de la commune est de type climat océanique altéré, selon une étude du CNRS s'appuyant sur une série de données couvrant la période 1971-2000. En 2020, Météo-France publie une typologie des climats de la France métropolitaine dans laquelle la commune est toujours exposée à un climat océanique altéré et est dans la région climatique Moyenne vallée de la Loire, caractérisée par une bonne insolation (1 850 h/an) et un été peu pluvieux.
Pour la période 1971-2000, la température annuelle moyenne est de 11,5 °C, avec une amplitude thermique annuelle de 14,7 °C. Le cumul annuel moyen de précipitations est de 694 mm, avec 10,9 jours de précipitations en janvier et 6,5 jours en juillet. Pour la période 1991-2020, la température moyenne annuelle observée sur la station météorologique de Météo-France la plus proche, sur la commune de Saint-Épain à 15 km à vol d'oiseau, est de 12,3 °C et le cumul annuel moyen de précipitations est de 745,6 mm,. Pour l'avenir, les paramètres climatiques de la commune estimés pour 2050 selon différents scénarios d'émission de gaz à effet de serre sont consultables sur un site dédié publié par Météo-France en novembre 2022.

## Urbanisme

### Typologie
Au 1er janvier 2024, La Celle-Saint-Avant est catégorisée commune rurale à habitat dispersé, selon la nouvelle grille communale de densité à sept niveaux définie par l'Insee en 2022.
Elle est située hors unité urbaine et hors attraction des villes,.

### Occupation des sols
L'occupation des sols de la commune, telle qu'elle ressort de la base de données européenne d’occupation biophysique des sols Corine Land Cover (CLC), est marquée par l'importance des territoires agricoles (79 % en 2018), en diminution par rapport à 1990 (81,9 %). La répartition détaillée en 2018 est la suivante : 
terres arables (70,1 %), forêts (9,6 %), zones agricoles hétérogènes (8,7 %), zones urbanisées (7,5 %), espaces verts artificialisés, non agricoles (1,8 %), eaux continentales (1,6 %), zones industrielles ou commerciales et réseaux de communication (0,6 %), prairies (0,2 %). L'évolution de l’occupation des sols de la commune et de ses infrastructures peut être observée sur les différentes représentations cartographiques du territoire : la carte de Cassini (XVIIIe siècle), la carte d'état-major (1820-1866) et les cartes ou photos aériennes de l'IGN pour la période actuelle (1950 à aujourd'hui).

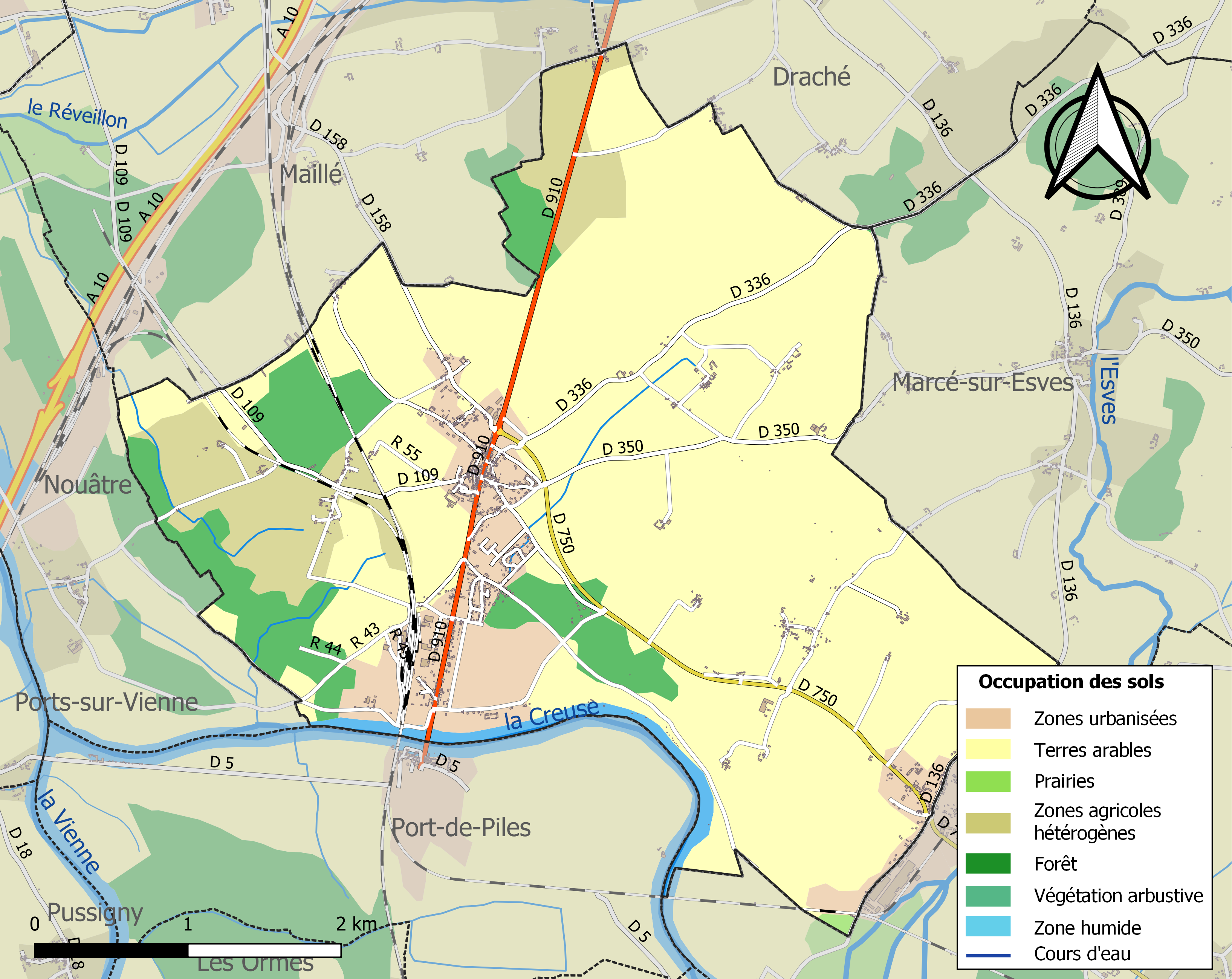
Carte des infrastructures et de l'occupation des sols de la commune en 2018 (CLC).

### Risques majeurs
Le territoire de la commune de La Celle-Saint-Avant est vulnérable à différents aléas naturels : météorologiques (tempête, orage, neige, grand froid, canicule ou sécheresse), inondations et séisme (sismicité faible). Il est également exposé à un risque technologique, la rupture d'un barrage. Un site publié par le BRGM permet d'évaluer simplement et rapidement les risques d'un bien localisé soit par son adresse soit par le numéro de sa parcelle.

#### Risques naturels
Certaines parties du territoire communal sont susceptibles d’être affectées par le risque d’inondation par débordement de cours d'eau, notamment l'Esves et la Creuse. La commune a été reconnue en état de catastrophe naturelle au titre des dommages causés par les inondations et coulées de boue survenues en 1982, 1999 et 2003,.

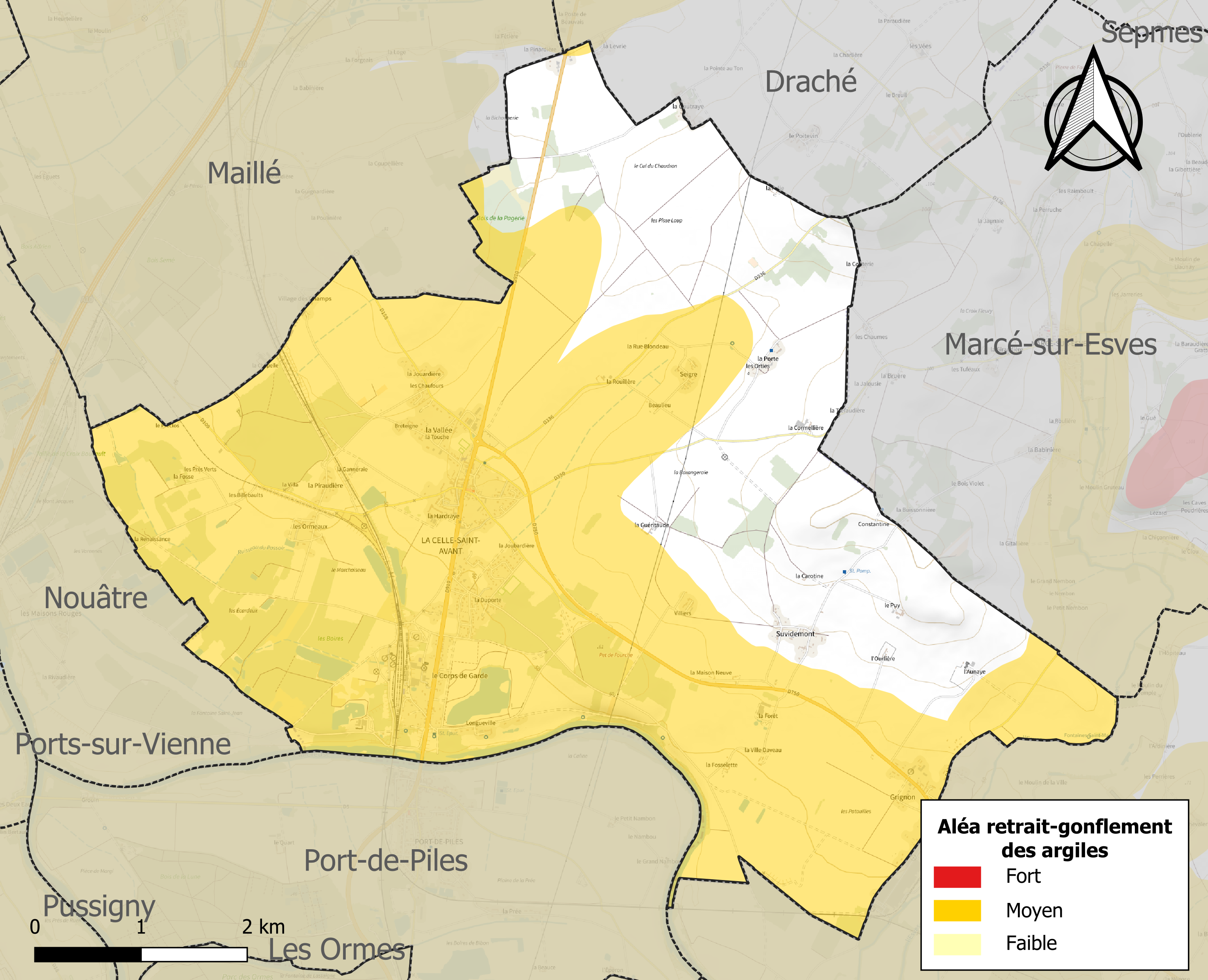
Carte des zones d'aléa retrait-gonflement des sols argileux de La Celle-Saint-Avant.

Le retrait-gonflement des sols argileux est susceptible d'engendrer des dommages importants aux bâtiments en cas d’alternance de périodes de sécheresse et de pluie. 69,4 % de la superficie communale est en aléa moyen ou fort (90,2 % au niveau départemental et 48,5 % au niveau national). Sur les 547 bâtiments dénombrés sur la commune en 2019, 503 sont en aléa moyen ou fort, soit 92 %, à comparer aux 91 % au niveau départemental et 54 % au niveau national. Une cartographie de l'exposition du territoire national au retrait gonflement des sols argileux est disponible sur le site du BRGM,.
Concernant les mouvements de terrains, la commune a été reconnue en état de catastrophe naturelle au titre des dommages causés par la sécheresse en 2005 et par des mouvements de terrain en 1999.

#### Risques technologiques
La commune est en outre située en aval du Barrage d'Éguzon, de classe A et faisant l'objet d'un PPI, mis en eau en 1926, d’une hauteur de 58 mètres et retenant un volume de 57,3 millions de mètres cubes. À ce titre elle est susceptible d’être touchée par l’onde de submersion consécutive à la rupture de cet ouvrage.

## Toponymie
La Celle-Saint-Avant désigne probablement le couvent ou le refuge d'un saint mérovingien ou à la fin du Bas-Empire nommé Adventius. Le sanctuaire entretenu par les moines de Noyers s'appelle cella sancti adventi.
La commune il y a 150 ans s'écrivait Selle-saint-Avant dans les actes administratifs, en référence à une étymologie populaire de l'époque moderne indiquant un relais de chevaux de selle ou la forme de la butte.

## Histoire

### Un lieu de passage antique et moderne
Si une occupation celte au premier âge du fer est attestée par un tumulus, les soubassements d'un domaine gallo-romain à l'Aunaye, un sanctuaire du Bas-Empire, préservé et dédié à saint Adventius, rénové en église par les moines de l'abbaye de Noyers au XIe siècle, l'encadrement seigneurial des terres par la châtellenie de Nouâtre, puis de La Tourballière assurent la continuité d'une densité d'occupation à ce site de passage.
Le village actuel, et précisément au sud son écart le Corps de Garde, est sur le tracé quasi-rectiligne de la voie romaine de Caesarodunum à Limonum. Les constructions de voies sont actives surtout entre 80 et 160 entre les récentes cités cosmopolites du premier Empire.
Par une réaffectation identitaire des Turoni au nord et Pictavi au sud, peuplades qui connaissent une forte croissance au cours du second ou Bas Empire, les cités muent et changent leur nom. Ainsi né Caesarodunum Turonum qui deviendra Tours. Limonum, paradoxalement ancien site de hauteur celte, perd son nom et s'efface devant Poitiers et l'influence pictave. Il semble que la croissance picte, plus forte, ait débordé sur les terroirs méridionaux de la cité tourangelle, d'où les lignages communs au sud de Sainte-Maure et au nord de Châtellerault.
Celle-Saint-Avant, comme le nom l'indique, est probablement une fraction d'un ban neustrien vers 680 à la fin de l'époque mérovingienne. Ce dernier est ensuite émietté entre une multitude de possesseurs féodaux en rivalité. Toute cette région frontalière avec le Poitou se caractérise par des fermes et villages fortifiés. Port-de-Pile sur l'axe routier reste une singulière avancée poitevine à l'aval de la rive méridionale de la Creuse, qui conflue avec la Vienne au Bec des Deux Eaux. Les chemins Saint-Jacques, au trafic croissant, attestent le relatif déclin de la voie romaine, un chemin vient d'Amboise et franchit la Creuse à la Haye-Descartes.
Elle ne devient une paroisse du diocèse de Tours qu'au XIIIe siècle. Les Huguenots remontent les axes de passage de leurs bons Pays du Sud-Ouest et suscitent des vocations surtout entre 1560 et 1580, non sans troubler l'ordre religieux, dévaster les églises et détruire statuaire et symbole catholiques trop ostensibles.
Une route des postes prioritaires est attestée en 1632 entre Tours et Châtellerault. Celle-Sain- Avant n'est-elle qu'un modeste relais ? Il semble qu'elle soit plus importante.
C'est le long de ce même axe que les ingénieurs du corps des Ponts-et-Chaussées déterminent le tracé ferroviaire.

### Époque contemporaine
Au cours de la Révolution française, la commune porta provisoirement le nom de La Selle-Avant ou Lasselle-Avant.
La vieille bourgade a longtemps conservé un corps de garde, apparemment vestige de fortifications médiévales. Intégré par une enceinte commune et extérieur à l'îlot religieux Saint-Avant surélevé à environ 1 km au nord, il protégeait marchands et pérégrins, et accueille encore les voyageurs contemporains d'autant plus que le réseau routier du second XVIIIe siècle, encore amélioré sous l'Empire, joue un rôle décisif dans le développement économique des provinces sous la Restauration. En 1990, le lieu-dit le Corps de Garde correspond à un ancien croisement routier, où passe uniquement le départementale 912 à grande fréquentation en contrebas du vieux village. En 1850, il y a encore une auberge, des greniers et des jardins.
Au milieu des années 1850, l'intense et folle activité liée à l'installation de la ligne de chemin de fer trouble la paix de la bourgade et de sa contrée rurale. Une station à un embranchement ferroviaire et des camps éphémères d'ouvriers pour le pont ferroviaire, dont la maîtrise technique a été embauchée à La Rochelle, s'installent près de la petite bourgade de Touraine. Le désenclavement ferroviaire et routier accélère dans un premier temps l'émigration vers la ville.
Pendant la période prospère de l'Empire libéral avant 1867, l'essor démographique ne reprend que faiblement. La voie ferroviaire fait passer un intense trafic qui, depuis Bordeaux gagne Paris, par Poitiers et Tours.
La commune de Selle-Saint-Avant fait partie du canton de La Haye-Descartes, dans la partie sud-ouest de l'arrondissement de Loches. Située à 34 km de Loches à l'extrémité occidentale de l'arrondissement administratif, elle est bien mieux desservie par le double axe routier et ferroviaire Tours-Poitiers ou même encore par la vieille batellerie des rivières Creuse (capricieuse) et Vienne (paisible et profonde), qui accentue son irrémédiable déclin.    
L'hiver de la guerre de 1870-71 surprend les habitants autant par la rigueur climatique que par l'irruption d'une brutalité guerrière oubliée en douce France. Quelques habitants peuvent observer dès le 11 décembre 1870 la fuite chaotique du gouvernement républicain de Tours vers Bordeaux. Le chef-lieu du département abandonné après la folle levée en masse de soldats inexpérimentés, s'installent partout l'incertitude, les pénuries et les violences et brimades d'un arrière front en débandade. Surgit quelques semaines plus tard une armée ennemie, indolente et parfois étonnamment mobile, en tous cas prompte à venger avec férocité le moindre affront à ses hommes.
Alors que le 18 janvier 1871, les troupes du général prussien Hartmann occupent Tours, l'avant-garde allemande a déjà investi le sud du département d'Indre-et-Loire et contrôle les voies de passage menant à La Celle-Saint-Avant. Les troupes allemandes prennent une position défensive en face de la rivière Creuse, où se terrent les troupes françaises frigorifiées pendant les deux dernières semaines de la guerre.
La fin de février, confirmée par le printemps 1871, apporte le retour de la paix campagnarde. Les vestiges de la guerre s'effacent et l'économie reprend un cours précipité.
Après 1886, la commune dont la statistique affirme son extension sur 1782 ha, ses 755 habitants (sic), sa belle église, fondée au XIIe et XIIIe, mais récemment rénovée, son ancien château de la Tourballière ou ses deux écoles publiques, fait partie du canton de La Haye-Descartes, modeste ville voisine où se trouve le bureau de poste. Elle se trouve à 41 km de Loches, chef-lieu d'arrondissement et entre 42 et 45 km selon le moyen de communication au sud de Tours. La mairie à 64 mètre d'altitude, à l'instar du village principal, est placée prudemment en retrait de la rive droite de la rivière Creuse, qui coule à 1500 mètres. Aux abords de la place de l'église et de la mairie s'installent les deux foires principales de l'année, les second mardis de février et de septembre.
La période 1940-1945 est marquée par l'Occupation et la Résistance à laquelle prend très activement part l'Abbé Péan, curé de la Celle-Saint-Avant.
Fait divers octobre 1957. Pierre Duport boulanger va faire disparaitre le corps de sa femme Yolande dans le fournil après qu'elle eût chassé la jeune bonne devenue amante comme elle le fut elle même auparavant. Ce récit scabreux est à la fois disponible sur le  Podcast ici France Touraine et sur Europe 1 récits extraordinaires de Pierre Bellemare podcast du Récits extraordinaires Pierre Bellemare

## Politique et administration
| Période                                  | Période  | Identité         | Étiquette | Qualité  |
| ---------------------------------------- | -------- | ---------------- | --------- | -------- |
| 1947                                     | 1953     | Daniel Bourgueil |           |          |
| 1953                                     | 1971     | René Boisseau    |           |          |
| 1971                                     | 1989     | André Loison     |           |          |
| 1989                                     | 2001     | Jean Pironnet    |           |          |
| mars 2001                                | mai 2020 | Michel Jouzeau   | DVD       | Retraité |
| mai 2020                                 | En cours | Yannick Perot    |           |          |
| Les données manquantes sont à compléter. |          |                  |           |          |

## Population et société

### Démographie

#### Évolution démographique
L'évolution du nombre d'habitants est connue à travers les recensements de la population effectués dans la commune depuis 1793. Pour les communes de moins de 10 000 habitants, une enquête de recensement portant sur toute la population est réalisée tous les cinq ans, les populations de référence des années intermédiaires étant quant à elles estimées par interpolation ou extrapolation. Pour la commune, le premier recensement exhaustif entrant dans le cadre du nouveau dispositif a été réalisé en 2005.

En 2022, la commune comptait 1 059 habitants, en évolution de −1,21 % par rapport à 2016 (Indre-et-Loire : +1,67 %, France hors Mayotte : +2,11 %).
| 1793 | 1800 | 1806 | 1821 | 1831 | 1836 | 1841 | 1846 | 1851 |
| ---- | ---- | ---- | ---- | ---- | ---- | ---- | ---- | ---- |
| 520  | 411  | 512  | 574  | 525  | 580  | 775  | 671  | 715  |

| 1856 | 1861 | 1866 | 1872 | 1876 | 1881 | 1886 | 1891 | 1896 |
| ---- | ---- | ---- | ---- | ---- | ---- | ---- | ---- | ---- |
| 642  | 627  | 664  | 648  | 679  | 706  | 755  | 743  | 745  |

| 1901 | 1906 | 1911 | 1921 | 1926 | 1931 | 1936 | 1946 | 1954 |
| ---- | ---- | ---- | ---- | ---- | ---- | ---- | ---- | ---- |
| 754  | 732  | 753  | 740  | 743  | 750  | 752  | 876  | 856  |

| 1962 | 1968  | 1975  | 1982  | 1990  | 1999  | 2005  | 2006  | 2010  |
| ---- | ----- | ----- | ----- | ----- | ----- | ----- | ----- | ----- |
| 891  | 1 019 | 1 033 | 1 057 | 1 097 | 1 080 | 1 044 | 1 036 | 1 038 |

| 2015  | 2020  | 2022  | - | - | - | - | - | - |
| ----- | ----- | ----- | - | - | - | - | - | - |
| 1 074 | 1 050 | 1 059 | - | - | - | - | - | - |

#### Pyramide des âges
En 2018, le taux de personnes d'un âge inférieur à 30 ans s'élève à 31,0 %, soit en dessous de la moyenne départementale (34,9 %). À l'inverse, le taux de personnes d'âge supérieur à 60 ans est de 33,3 % la même année, alors qu'il est de 27,8 % au niveau départemental.
En 2018, la commune comptait 542 hommes pour 527 femmes, soit un taux de 50,7 % d'hommes, largement supérieur au taux départemental (48,09 %).
Les pyramides des âges de la commune et du département s'établissent comme suit.
| Hommes | Classe d’âge | Femmes |
| ------ | ------------ | ------ |
| 0,8    | 90 ou +      | 1,2    |
| 7,9    | 75-89 ans    | 12,2   |
| 21,6   | 60-74 ans    | 23,0   |
| 20,9   | 45-59 ans    | 20,9   |
| 14,9   | 30-44 ans    | 15,1   |
| 15,0   | 15-29 ans    | 10,2   |
| 19,0   | 0-14 ans     | 17,6   |

| Hommes | Classe d’âge | Femmes |
| ------ | ------------ | ------ |
| 0,9    | 90 ou +      | 2,2    |
| 7,9    | 75-89 ans    | 10,2   |
| 17,3   | 60-74 ans    | 18,1   |
| 19,8   | 45-59 ans    | 19,1   |
| 17,9   | 30-44 ans    | 17,2   |
| 18,5   | 15-29 ans    | 17,5   |
| 17,6   | 0-14 ans     | 15,6   |

### Enseignement
La Celle-Saint-Avant se situe dans l'Académie d'Orléans-Tours (Zone B) et dans la circonscription de Loches.
L'école primaire Le Clos de l'Image accueille les élèves de la commune.

### Aspects sociaux, civiques et économiques
La population celloise est stable sur la décennie 1990. Alors le solde migratoire est négatif accusant une perte de 43 habitants, le solde naturel est positif : + 28.
Au début du millénaire, sur 1 044 habitants, La Celle-Saint-Avant compte 481 actifs et 56 chômeurs. Le taux de chômage s'élève à 10 % et le revenu par ménage correspond à 14 203 €.
La construction immobilière se maintient avec, dernières réalisations en date avant 2008, le lotissement de la Verdinière et le logement du Clos-des-Vignes conçu par Touraine logement. Ces réalisations prévues à longue échéance et la gestion prudente de la commune à court terme assurent l'équilibre démographique actuelle.
Depuis le changement de conseil municipal en mars 2020, 3 projets :
1) Projet GSM à Pont St Jean, 2021,  selon l'Arrêté Préfectoral https://www.indre-et-loire.gouv.fr/content/download/33337/212899/file/AP21098%20diffusion.pdf
25 ha de carrière granulats sur espace Naturel, qui détruirait 12,48 ha bois-taillis, 38 taxons protégés, 1,05 ha de zone humide induirait bruits,  poussières, nuisances sur le paysage et sur le GR 48 variante,  correspondant au chemin CR42 limité à 6 tonnes, ne supportant donc pas les camions GSM de 40 tonnes en charge.
L'emprise GSM est dans une enclave formée par la LGV, A10, D910, Creuse et Vienne qui induisent un trafic camions périlleux sous le pont SNCF étroit, jusqu' à 33 camions/ jour, et dans la  traversée de la ville sur la D 910, distance 1,5 km, depuis pont Port de Piles jusqu'au rond Point Cimetière, vers D750 Descartes, route structurante.
2 ) projet PHOTOSOL, selon Conseil Municipal 4 mai 2022, en pages 2,3
https://www.lacellesaintavant37.fr/medias/Documents/Compte-rendu-CM/2022/compte%20rendu%20mai%202022.pdf qui se dit agriPV, 25 ha,  sur sol de remblais carrière GSM au Carroi Potet,
3 ) projet AXIOM, selon l'arrêté préfectoral, juillet 2023,
https://www.indre-et-loire.gouv.fr/contenu/telechargement/39470/279735/file/arrete%20axiom.pdf
au site la forêt, agrandissement d'élevage industriel de porcs, à 3369 animaux équivalents, qui étendrait ses épandages lisiers-purins sur plusieurs communes.
La Celle St Avant a perdu sa boucherie, et d'après le CM 10/1/2024 le restaurant Le Cellois  vendrait son matériel, et selon l' article Renaissance Lochoise 29/1/2024, changerait de main. Cependant La Celle-Saint-Avant conserve une pharmacie et des petits commerces.

## Culture locale et patrimoine

### Lieux et monuments

#### Vestiges préhistoriques et antiques
- Sépulture à incinération du 1er âge du fer (Hallstatt).
- Substructions d'une villa gallo-romaine à l'Aunaye.

#### Architecture civile

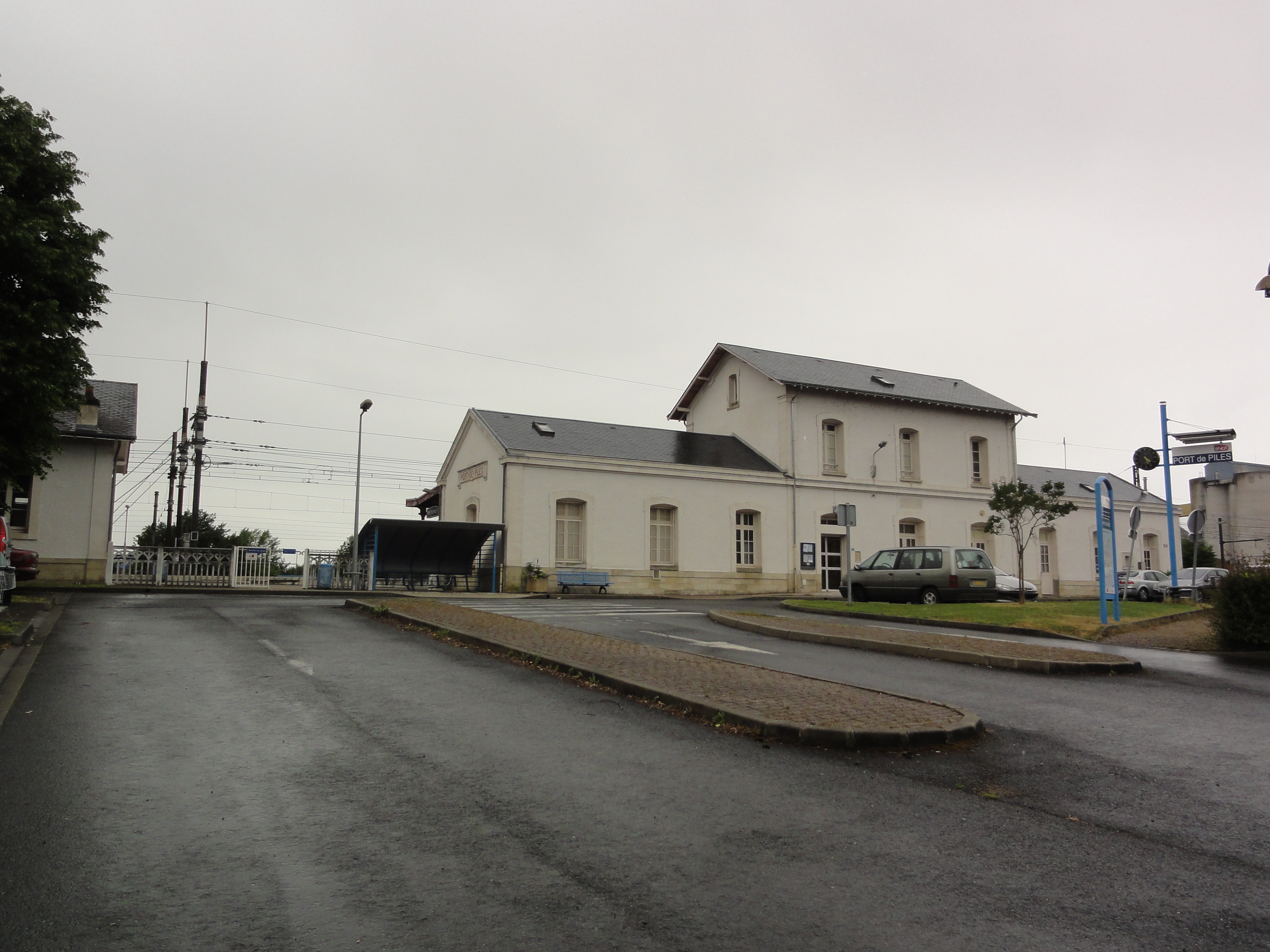
La gare de Port-de-Piles.

- Château de La Tourballière XVe siècle, remanié XIXe siècle.
- La gare de Port-de-Piles, construite sur la rive droite de Creuse, donc sur la commune.
- Place du 8-Mai, objet des attentions des édiles.
- Stade de la Joubardière, où s'illustrent anciens et jeunes joueurs de l'ESJC La Celle-Saint-Avant.

#### Architecture sacrée
- Église Saint-Avant XIe siècle et XIIe siècle (Inscrit Monument Historique). L'église, restaurée au XIXe siècle, dont le portail aux trois voussures en plein cintre et le chevet semi-circulaire contiennent des chapiteaux et des modillons sculptés.

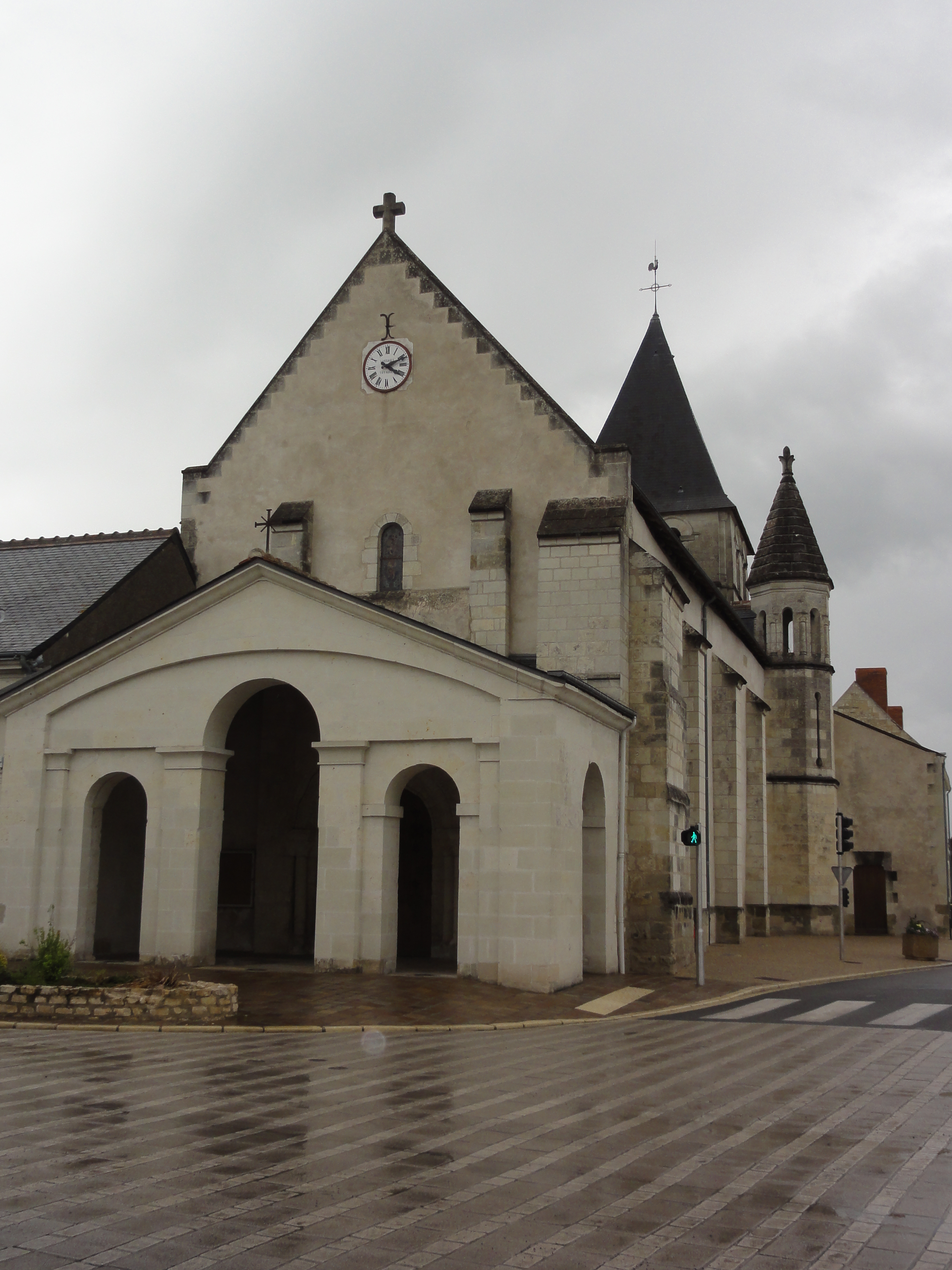
Église Saint-Avant, façade.
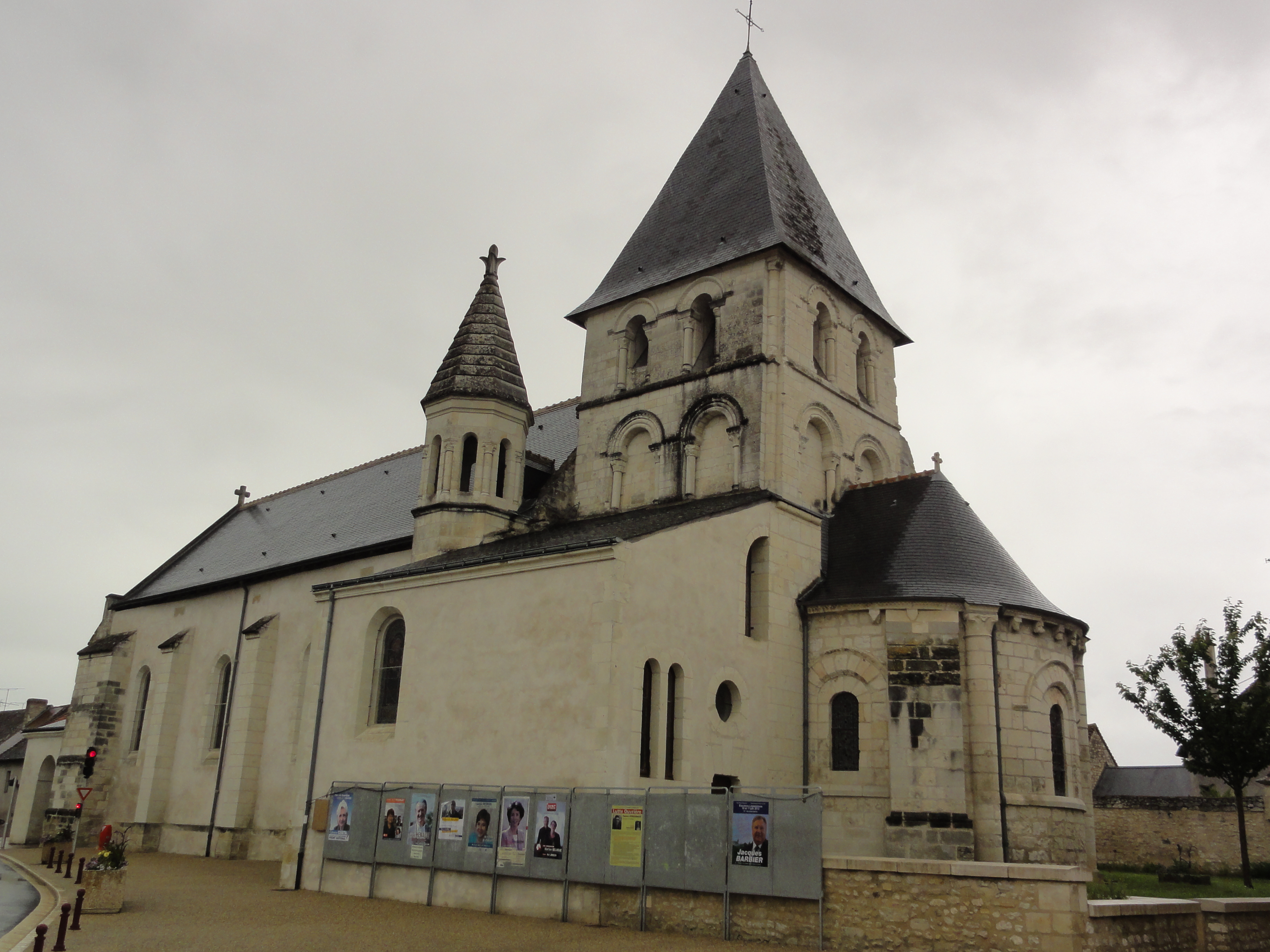
Église Saint-Avant, chevet.
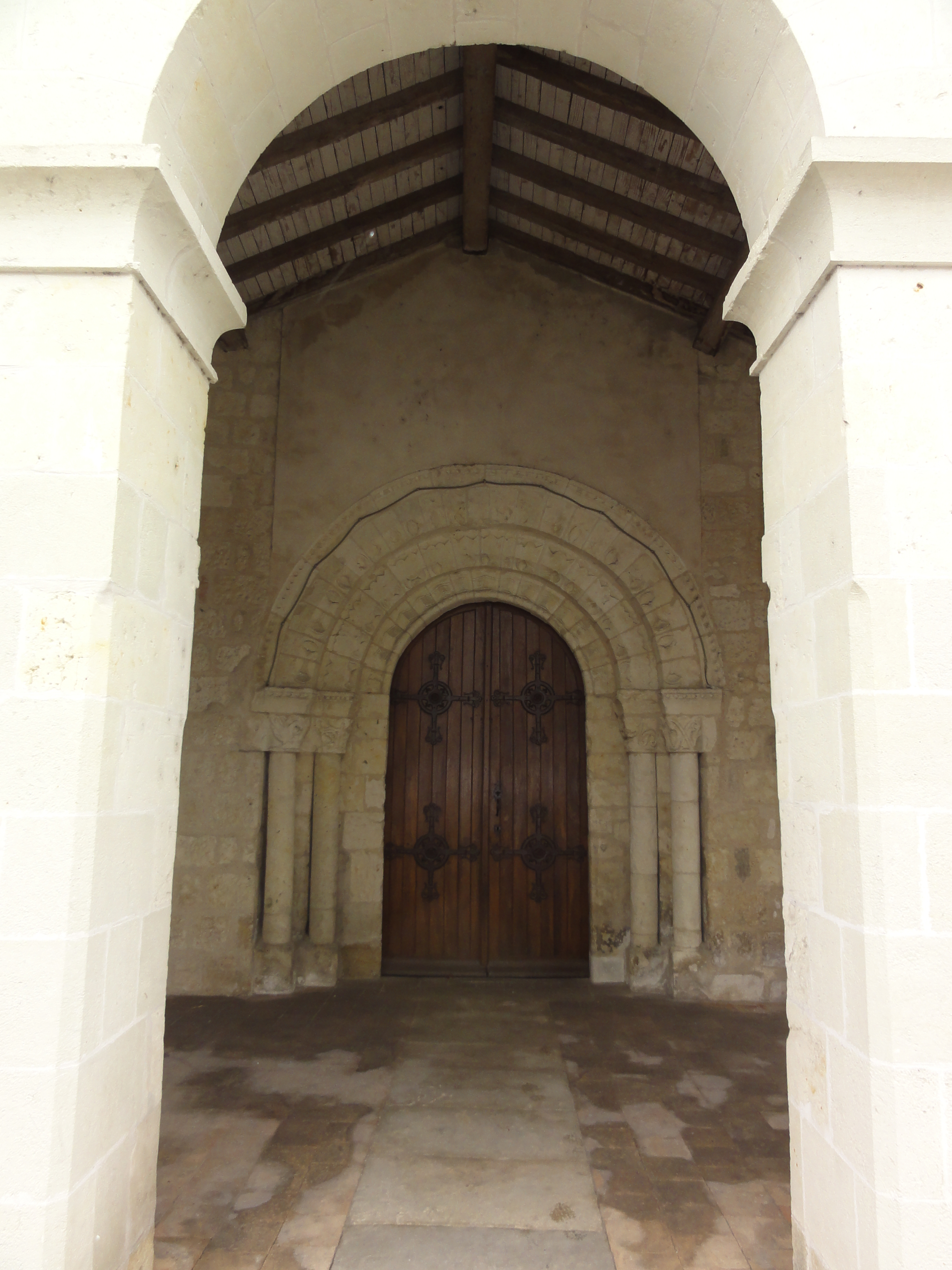
Église Saint-Avant, portail.

### Personnalités liées à la commune
- Abbé Henri Péan, curé de la Celle-Saint-Avant de 1930 à 1944, organisateur de la Résistance en Sud-Touraine, assassiné par la Gestapo, le 28 février 1944.
- Abel Sellier, postier à la Celle-Saint-Avant, résistant, déporté à Auschwitz-Birkenau puis Buchenwald, disparu lors de l'évacuation de ce camp par les Allemands en 1945.
- Raymond Civel, né en 1916 à Plessé (Loire-Atlantique), secrétaire de mairie à Draché, résistant, déporté au Camp de concentration de Dora, mort à Ellrich (sous-camp de Dora), le 24 mars 1945[45].

### Héraldique
| Blason de La Celle-Saint-Avant | Blason  | Coupé : au 1er parti de sinople et d'azur à une fleur de lys d'or, au 2d d'or plain ; le tout enfermé dans une bordure componée d'argent et de gueules. |
| Blason de La Celle-Saint-Avant | Détails | Adopté en 2023. |